# Зденек Войтех з Лобковіц
Зденек Войтех Попел з Лобковіц (чеськ. Zdeněk Vojtěch Popel z Lobkovic; 15 серпня 1568 — 16 червня 1628) — державний діяч, дипломат Богемського королівства, один з лідерів католицької партії, діяч початкового періоду Тридцятилітньої війни, 1-й князь Лобковіц.

## Життєпис
Походив з чеського магнатського роду Лобковіци, Хлумської гілки. Другий син Ладислава II Попел з Лобковіц, найвищого гофмейстра Богемії, та Йогани Беркови з Дуби і Ліпе. Народився 1568 року в Празі. Початкову освіту здобув в єзуїтському колегіумі Клементінум. Продоавжив навчання в Празькому університеті, згодом в університеті Інгольштадту і Сієнському університеті, де завів знайомство з Карлом фон Ліхтенштейном. У 1584—1588 роках подорожував Італією, 1589—1590 роках — Іспанією і Португалією. Слідом за цим повернувся на батьківщину.
У 1591 році стає членом Імперської надвірної ради, потім імператорським камергером. 1592 року об'їхав з посольством Саксонію, Магдебурзьке архієпископство і Бранденбурзьке маркграфство з метою переконати їх володарів надати війська для війни з Османською імперією. З цією ж метою він у 1595 році відвідав Іспанію. 1597 року Зденек Войтех з Лобковіц перебував у Відні, потім при дворах кількох німецьких правителів, в Пармі і Венеції.
1599 року призначено найвищим канцлером королівства. Після того як війська ерцгерцога Матіаса зазнали невдач від турків, був спрямований до Праги і Знайму для організації відправки підкріплення.
1603 року оженився з представницею знатного роду Пернштейнів, якадо того ж по материнській лінії була пов'язана з іспанськими грандами Мендоза.
1609 року відмовився підписувати «Маестат» імператора Рудольфа II, яким надавалися рівні права католикам й протестантам. У 1617 році завдяки активній діяльності Зденека Войтеха з Лобковіц (при початковій допомозі графа Ініго де Гевари), незважаючи на спротив протестантської партії, вдалося домогтися коронації Фердинанда Габсбурга, герцога Штирійського.
1618 року після Празької дефенестрації вимушенбуву залишитися у Відні, де на тойч ас перебував у справах. Його майно директорією королівства (взяла на себе функції керування Богемією) було оголошено конфіскованим. 1620 року став кавалером Ордену Золотого руна. Після поразки богемських протестантів в битві на Білій горі 1620 року займався покаранням повсталих, намагаючись замінити смертні вироки на тюремне ув'язнення й конфіскацію майна, яке активно скуповував, зокрема колишні маєтки Вацлава Битовського.
1621 року після смерті старшого брата Ладислава успадкував володіння Голешов. 1623 року отримав від імператора титул князя імперії, а 1624 року — титул владаря Лобковіца (на кшталт голови ординації). Помер 1628 року у Відні.

## Родина
Дружина — Поліксена, донька Вратислава II з Пернштейну, найвищого канцлера Богемії
Діти:
- Вацлав Евсебій (1609—1677), 2-й князь Лобковіц, герцог Саганський